# Michael Duke
Michael Terry "Mike" Duke  (sinh 07 tháng 12 năm 1949)  là một doanh nhân người Mỹ. Ông là giám đốc điều hành thứ tư của Walmart từ năm 2009 đến năm 2013.

## Tiểu sử
Duke gia nhập Wal-Mart năm 1995, phục vụ như giám đốc điều hành phụ trách các hoạt động quốc tế của công ty. Ông trở thành giám đốc điều hành của Wal-Mart vào tháng 2 năm 2009.
Duke cũng phục vụ trong ban giám đốc của các nhà lãnh đạo ngành công nghiệp bán lẻ Hiệp hội và hội đồng tư vấn cộng đồng Arvest Bank. Ông từng giữ các vị trí với một số nhà bán lẻ, bao gồmederated Department Stores, May Department Stores, và Venture Stores. Duke có bằng cử nhân Kỹ thuật công nghiệp đến từ Viện Công nghệ Georgia vào năm 1971, nơi ông gia nhập Delta Sigma Phi Fraternity, và nay là một thành viên của hội đồng tư vấn của tổ chức. Ông có chân trong Hội đồng quản trị của Diễn đàn hàng tiêu dùng.
Năm 2010, ông đặt ra mục tiêu để làm cho Wal-Mart năng lượng hiệu quả càng tốt và để mở Wal-Marts ở các nước như Nga.
Trong năm 2012, tiền lương của ông là 18,2 triệu USD In 2013, press reports indicated that the total value of Duke's pension, deferred compensation and other retirement accounts totalled over $113 million.. Trong năm 2013, báo chí chỉ ra rằng tổng giá trị lương hưu của Duke, bồi thường chậm và các tài khoản hưu trí khác đạt hơn 113 triệu USD.
Duke xếp thứ 10 trên Danh sách những người quyền lực nhất thế giới (Forbes) vào năm 2013. Cùng năm đó, Wal-Mart xếp thứ 15 trên danh sách hầu hết các thương hiệu và yêu nước nhất, và là nhà bán lẻ duy nhất có tên trên danh sách, theo bình chọn của người tiêu dùng Hoa Kỳ. Tính đến ngày 25 tháng 11 năm 2013, nhiệm kỳ của Duke làm CEO đã kết thúc với việc hội đồng quản trị Walmart đã quyết định thay thế ông bằng nhân sự khác.
Duke cho biết trong năm 2012 mà hối tiếc lớn nhất của ông là Giám đốc điều hành đã không được đầu tư nhiều hơn trong thương mại điện tử để cạnh tranh tốt hơn với Amazon. "Tôi muốn chúng tôi đã di chuyển nhanh hơn. Chúng tôi đã chứng minh được mình là thành công trong nhiều lĩnh vực, và tôi chỉ cần tự hỏi tại sao chúng ta không di chuyển nhanh hơn. Điều này đặc biệt đúng đối với thương mại điện tử," Duke cho biết vào thời điểm đó. "Ngay bây giờ chúng tôi đang có những tiến bộ to lớn, và các doanh nghiệp đang chuyển động, nhưng chúng ta nên đã di chuyển nhanh hơn để mở rộng khu vực này." Mike Duke cho biết trong năm 2012 mà hối tiếc lớn nhất của ông là Giám đốc điều hành đã không được đầu tư nhiều hơn trong thương mại điện tử để cạnh tranh tốt hơn với Amazon.